# Copa Amèrica d'hoquei sobre patins femenina 2007
Entre el 18 i el 21 de maig del 2007 es disputà a Santiago de Xile (Xile) la Copa Amèrica 2007 amb les seleccions femenines d'hoquei sobre patins de Xile, Brasil, Catalunya, Colòmbia i els Estats Units. Destacà perquè fou el primer campionat oficial en què hi prengué part una selecció catalana d'hoquei sobre patins com a membre adherit de la Confederació Sud-americana del Patí.
Previ a l'inici de la competició, les diverses seleccions van fer el dia 17 de maig un entrenament a la pista on es disputà tota la competició, el Gimnàs Olímpic de San Miguel, estadi que va registrar durant el torneig, una afluència de més de 5.000 assistents diaris.
La selecció de Catalunya va aprofitar la jornada per fer una visita al Centre Català de Santiago de Xile, institució amb més de 100 anys d'història i 500 socis afiliats. Catalunya va rebre com a obsequi un rellotge commemoratiu del centenari de mans del president de l'entitat, Sigfrid Grimau, qui alhora va rebre un banderí de la Federació Catalana de Patinatge. L'endemà, va dedicar el matí a fer una passejada turística pel centre de la ciutat i, a la tarda, a fer un entrenament a les instal·lacions on es disputaria la competició, donat que l'inici del torneig no estava previst fins al vespre.
La cerimònia d'inauguració va destacar per la seva brevetat i el nombrós públic assistent, acte en el qual es van presentar els diferents equips que disputarien el torneig juntament amb l'ensenya de les banderes i la sonada dels respectius himnes nacionals.
En acabar la fase regular, la Confederació Sud-americana del Patí va decidir que a partir d'aquell moment el campionat es disputaria cada dos anys. D'altra banda, va anunciar que la pròxima edició del torneig, la Copa Amèrica 2009, tindria lloc a Colòmbia, tot i que finalment es va acabar fent l'any 2010 a Catalunya.
Per finalitzar la competició, es va celebrar la cerimònia de clausura en la que va prendre primacia el lliurament de premis a la millor jugadora, millor portera, màxima anotadora i al joc net.
El 29 de maig, la selecció catalana va rebre el reconeixement del govern de Catalunya a mans del Conseller de la Vicepresidència, Josep-Lluís Carod-Rovira, i la Secretària General de l'Esport, Anna Pruna, per la tasca realitzada a la Copa Amèrica 2007. Durant la recepció oficial al Palau de la Generalitat, Emma Corominas, en nom de l'equip, va agrair el suport rebut per part de la Secretaria General de l'Esport.

## Participants
| Equips | Equips       |
| ------ | ------------ |
|        | Brasil       |
|        | Catalunya    |
|        | Colòmbia     |
|        | Estats Units |
|        | Xile         |

### Brasil
Parlar de les canarinhas és fer-ho d'una de les seleccions més fortes d'hoquei patins femení. Tot i així, en aquella ocasió Brasil no va comptar amb les jugadores que militaven en clubs europeus, especialment de Portugal. Aquesta circumstància els va restar potencial, tot i així, aquest factor va poder ser contrarestat per la il·lusió aportada per les jugadores que debutaven per primera vegada a la selecció absoluta i la compenetració que suposava una esquadra formada per dos equips de Recife: el Náutico i l'Sport Recife.
- Anny Margareth (portera)
- Mairia Pitta (portera)
- Bruna Selva
- Gabriela Didier
- Andrea Reguera
- Marcela Couto
- Cristiana Borges
- Juliana Cireno
- Silvia Guedes
- Érica Bueno

Seleccionadora: Érica Bueno

### Catalunya
La selecció catalana competia amb una esquadra molt jove en la que destacava l'absència de les jugadores del CP Voltregà (campiones de la Lliga i de la Copa de la Reina) arran de la proximitat amb la competició de la I Copa d'Europa d'hoquei patins femení. Malgrat la no participació d'estrelles com Carla Giudici o Mònica Piosa, ambdues del Voltregà, ningú prenia en desconsideració a Catalunya com a selecció candidata a l'hora d'adjudicar-se la Copa Amèrica.
- Laia Salicrú (CE Arenys de Munt) (portera)
- Vicky Rodríguez (PHC Sant Cugat) (portera)
- Laura Salvador (CE Noia)
- Maria Rosa Tamburini (PHC Sant Cugat)
- Cristina Barceló (CH Sant Feliu)
- Maria Majó (CE Arenys de Munt)
- Paula Torner (CP Vic)
- Yolanda Font (CHP Bigues i Riells)
- Emma Corominas (CP Vic)
- Berta Tarrida (CE Noia)

Seleccionador: Josep Maria Barberà

### Colòmbia
Era possiblement la selecció més desconeguda, actuaven com un autèntic bloc que es coneixia a la perfecció. Això no obstant, portaven dos anys jugant juntes i això les hi aportava un plus de perillositat capaç de sorprendre a més d'un.
- Daniela Hernández (portera)
- Martha Pineda (portera)
- Sandra Mosquera
- Carolina Escobar
- Eliana Colorado
- Paola Gutiérrez
- Isabela Hoyos
- Lina Ledesma
- Isabel Vargas
- Paola Andrea Gómez
- Diana Garza

Seleccionador: Diego Canizalez

### Estats Units
Les estadounidenques arribaven a la segona edició de la Copa América com una de les incògnites del campionat. Malgrat l'absència de la jugadora luso-americana Jeniffer, el ritme veloç amb el que juguaven els partits, podria donar la sorpresa al torneig.
- Kristy Trussell (portera)
- Danielle Walter (portera)
- Christina Fritz
- Kylie Hughes
- Lisa Joosten
- Autum Lee
- Kylee McWilliams
- Shilo Schmelcher
- Ceilidh Sligh
- Jessica Spiedel

Seleccionador: Frankie Lee

### Xile
A ningú li passava per sobre l'enorme progressió que havia experimentat l'esquadra xilena. Sense anar més lluny, eren les actuals campiones del món, títol assolit en el mateix pavelló on es disputava la Copa América. Les germanes Roberta i Fernanda Urrea eren la referència d'un equip que es completava a la perfecció formant un gran bloc que les convertia en una de les grans favorites al títol.
- Gabriela Muñoz (portera)
- Loreto Sanhueza (portera)
- Fernanda Urrea
- Camila Méndez
- Roberta Urrea
- Alexa Tapia
- Francisca Puertas
- Constanza Reyes
- Tadish Prat
- Marcela Bustamante

Seleccionador: Rubén Leni

## Fase Regular
Els horaris corresponen a l'hora de Xile (zona horària: UTC-4), als Països Catalans són 6 hores més.

### Llegenda
En la taula següent:
| Pts= Punts totals PJ= Partits jugats PG= Partits guanyats PE= Partits empatats PP= Partits perduts |  | GF= Gols a favor GC = Gols en contra DG = Diferència de gols (GF-GC) Ressaltat en verd = Equip classificat per a la segona fase. Ressaltat en vermell = Equip sense possibilitats de passar a la segona fase (eliminat). |  |  |

### Classificació
| Equip        | Pts | PJ | PG | PE | PP | GF | GC | DG  |
| ------------ | --- | -- | -- | -- | -- | -- | -- | --- |
| Catalunya    | 12  | 4  | 4  | 0  | 0  | 20 | 4  | +16 |
| Xile         | 9   | 4  | 3  | 0  | 1  | 14 | 7  | +7  |
| Brasil       | 3   | 4  | 1  | 0  | 3  | 6  | 9  | -3  |
| Estats Units | 3   | 4  | 1  | 0  | 3  | 10 | 18 | -8  |
| Colòmbia     | 3   | 4  | 1  | 0  | 3  | 7  | 19 | -12 |

### Resultats
| 18 de maig (20:00) |       |                   |                              |
| Brasil             | 0-2   | Estats Units      | Gimnàs Olímpic de San Miguel |
|                    | [ 3 ] | Schmelcher, Sligh | Gimnàs Olímpic de San Miguel |

| 18 de maig (21:30)      |
| Cerimònia d'inauguració |

| 18 de maig (22:00)                  |       |          |                              |
| Xile                                | 6-1   | Colòmbia | Gimnàs Olímpic de San Miguel |
| R. Urrea (2), F. Urrea, Puertas (3) | [ 3 ] | Escobar  | Gimnàs Olímpic de San Miguel |

| 19 de maig (12:00)                |       |          |                              |
| Catalunya                         | 6-0   | Colòmbia | Gimnàs Olímpic de San Miguel |
| Corominas, Tamburini (4), Barceló | [ 4 ] |          | Gimnàs Olímpic de San Miguel |

| 19 de maig (13:30)    |       |        |                              |
| Xile                  | 3-1   | Brasil | Gimnàs Olímpic de San Miguel |
| Puertas (2), F. Urrea | [ 5 ] | Bueno  | Gimnàs Olímpic de San Miguel |

| 19 de maig (19:00) |     |                          |                              |
| Brasil             | 1-3 | Catalunya                | Gimnàs Olímpic de San Miguel |
| Bueno              |     | Tamburini, Corominas (2) | Gimnàs Olímpic de San Miguel |

| 19 de maig (21:00)          |       |                         |                              |
| Xile                        | 4-3   | Estats Units            | Gimnàs Olímpic de San Miguel |
| Puertas, F. Urrea (2), Prat | [ 6 ] | Joosten (2), Schmelcher | Gimnàs Olímpic de San Miguel |

| 20 de maig (13:30) |     |              |                              |
| Colòmbia           | 5-3 | Estats Units | Gimnàs Olímpic de San Miguel |
|                    |     |              | Gimnàs Olímpic de San Miguel |

| 20 de maig (15:30) |       |                   |                              |
| Xile               | 1-2   | Catalunya         | Gimnàs Olímpic de San Miguel |
| F. Urrea           | [ 7 ] | Torner, Corominas | Gimnàs Olímpic de San Miguel |

| 20 de maig (19:00) |     |          |                              |
| Brasil             | 4-1 | Colòmbia | Gimnàs Olímpic de San Miguel |
|                    |     |          | Gimnàs Olímpic de San Miguel |

| 20 de maig (19:00)              |       |              |                              |
| Catalunya                       | 9-2   | Estats Units | Gimnàs Olímpic de San Miguel |
| Font (6), Barceló (2), Salvador | [ 8 ] |              | Gimnàs Olímpic de San Miguel |

## Fase Final
|  | Semifinals                                                 | Semifinals                                                 |   |                                                            | Final                                                      | Final |
|  |                                                            |                                                            |   |                                                            |                                                            |       |
|  | 21 de maig - Santiago de Xile Gimnàs Olímpic de San Miguel |                                                            |   |                                                            |                                                            |       |
|  | Xile                                                       | 2                                                          |   |                                                            |                                                            |       |
|  | Brasil                                                     | 0                                                          |   |                                                            |                                                            |       |
|  |                                                            |                                                            |   |                                                            |                                                            |       |
|  |                                                            |                                                            |   |                                                            | 21 de maig - Santiago de Xile Gimnàs Olímpic de San Miguel |       |
|  |                                                            |                                                            |   |                                                            | Xile                                                       | 5     |
|  |                                                            | Catalunya                                                  | 4 |                                                            |                                                            |       |
|  |                                                            |                                                            |   |                                                            |                                                            |       |
|  |                                                            |                                                            |   |                                                            |                                                            |       |
|  |                                                            |                                                            |   |                                                            | Tercer lloc                                                |       |
|  | 21 de maig - Santiago de Xile Gimnàs Olímpic de San Miguel | 21 de maig - Santiago de Xile Gimnàs Olímpic de San Miguel |   | 21 de maig - Santiago de Xile Gimnàs Olímpic de San Miguel | 21 de maig - Santiago de Xile Gimnàs Olímpic de San Miguel |       |
|  | Catalunya                                                  | 9                                                          |   | Brasil                                                     | 3                                                          |       |
|  | Estats Units                                               | 0                                                          |   |                                                            | Estats Units                                               | 1     |

### Semifinals
| 21 de maig (11:00) |       |        |                              |
| Xile               | 2-0   | Brasil | Gimnàs Olímpic de San Miguel |
| R. Urrea, Prat     | [ 9 ] |        | Gimnàs Olímpic de San Miguel |

| 21 de maig (12:30)                                   |       |              |                              |
| Catalunya                                            | 9-0   | Estats Units | Gimnàs Olímpic de San Miguel |
| Torner (2), Font (3), Barceló, Tarrida, Salvador (2) | [ 9 ] |              | Gimnàs Olímpic de San Miguel |

### Tercer i quart lloc
| 21 de maig (17:30) |     |              |                              |
| Brasil             | 3-1 | Estats Units | Gimnàs Olímpic de San Miguel |
|                    |     |              | Gimnàs Olímpic de San Miguel |

### Final
| 21 de maig (19:00) |                      |                                   |                              |
| Xile               | 5-4                  | Catalunya                         | Gimnàs Olímpic de San Miguel |
| Puertas (5)        | [ 10 ] [ 11 ] [ 12 ] | Barceló (2), Corominas, Tamburini | Gimnàs Olímpic de San Miguel |

| 21 de maig (20:30)    |
| Cerimònia de clausura |

| Xile        |
| Campió XILE |

## Classificació final
| Equip | Equip        |
| ----- | ------------ |
| 1     | Xile         |
| 2     | Catalunya    |
| 3     | Brasil       |
| 4     | Estats Units |
| 5     | Colòmbia     |

## Premis
- Màxima golejadora:  Francisca Puertas
- Millor jugadora:  Francisca Puertas
- Millor portera:  Laia Salicrú i  Vicky Rodríguez
- Premi al joc net:  Estats Units